# 刘川镇
刘川镇，是中华人民共和国甘肃省白银市靖远县下辖的一个乡镇级行政单位。
2014年，甘肃省民政厅批复同意撤销刘川乡，设立刘川镇。

## 行政区划
刘川镇下辖以下地区：
南川村、英咀村、来窑村、张滩村、涝坝湾村、金川村、罗庄村、赵淌村、南山尾村和范窑村。